# Caiophora grandiflora
Caiophora grandiflora là một loài thực vật có hoa trong họ Loasaceae. Loài này được (G.Don) Weigend & Mark.Ackermann mô tả khoa học đầu tiên năm 2003.